# Michel Pecqueur
Pour les articles homonymes, voir Pecqueur.
Michel Pecqueur, né le 18 août 1931 à Paris et mort dans cette même ville le 12 octobre 1995, est un haut fonctionnaire responsable de la politique énergétique française.

## Biographie
Fils de Fernand Pecqueur, ingénieur, et de son épouse née Marguerite Grat, il épouse en 1955 Marguerite Veyries (1934-2016) avec laquelle il a une fille. 
Ancien élève de l'école Polytechnique (promotion 1952) et de l'École des Mines de Paris, il était Ingénieur du corps des mines. 
Homme du nucléaire et du pétrole, sa carrière est vouée au développement de ces énergies :
- 1958-1964 : CEA, directeur de la construction de l'usine de Pierrelatte : il participe à la conception du procédé d'enrichissement isotopique de l'Uranium par diffusion gazeuse ;
- 1964-1970 : CEA, directeur de l'enrichissement de l'Uranium
- 1970-1974 : CEA, directeur de la mission des applications industrielles nucléaires
- 1974-1978 : CEA, administrateur général adjoint
- 1978-1983 : administrateur général du CEA[5],[2] et président de Cogema
- 1983-1989 : Elf-Aquitaine, Président[6],[7],[8].
- Après 1989 : membre du Conseil économique et social, Vice-président de l'Entreprise de recherches et activités pétrolières (Erap)
- Après 1993 : vice-président de Spie Batignolles[9], administrateur d'Usinor-Sacilor.

## Ouvrages
- Bilan et perspectives des activités industrielles liées à la protection de l'environnement en France, PECQUEUR Michel ; CONSEIL ECONOMIQUE SOCIAL, Journaux Officiels , 01/01/1991, 166 p.[10]